# Kobayashi-Maru-Test
Der Kobayashi-Maru-Test ist ein fiktives, nicht zu bestehendes Übungsszenario, das in mehreren Filmen und Serien des Star-Trek-Universums erwähnt wird.
Der Test soll das Verhalten in ausweglosen Situationen testen und hat über das Star-Trek-Universum hinaus Einzug in den Alltag gefunden, insbesondere bei Untersuchungen zu außergewöhnlichen Lösungsansätzen in No-win-Situationen.

## Erwähnungen im Star-Trek-Universum
- Im Film Star Trek II: Der Zorn des Khan (1982) wurde er erstmals thematisiert und gezeigt.
- Ebenfalls erwähnt wird er in Star Trek III: Auf der Suche nach Mr. Spock (1984).
- Der Kinofilm Star Trek aus dem Jahr 2009, dessen Handlung zeitlich vor Der Zorn des Khan angelegt ist, greift die Idee erneut auf.
- In den Computerspielen Star Trek: Starfleet Academy (1997) und Star Trek: Bridge Crew (2017) ist jeweils eine Mission eine Simulation des Tests.
- Im Textadventure Star Trek: The Kobayashi Alternative (1985) wird der Test erwähnt und eine Alternative vorgeschlagen.
- Der Einzige, der den Test „erfolgreich“ absolvieren konnte, ist James T. Kirk (späterer Captain), der das Programm vorher allerdings manipuliert hat.
- In der Serie Star Trek: Discovery wird der Test in der ersten Folge der vierten Staffel angewandt, Captain Michael Burnham entscheidet sich für die Rettung ihrer Crew.
- In der Serie Star Trek: Prodigy wird der Test in der sechsten Folge der ersten Staffel zum Thema der Folge Kobayashi, als Dal R’El das Holodeckprogramm entdeckt.

## Bedeutung des Tests
Mit dem Kobayashi-Maru-Test soll die Charakterstärke der Kadetten an der Sternenflottenakademie in einem No-win-Szenario getestet werden.
Das fiktive primäre Ziel der Übung ist es, das zivile Raumschiff Kobayashi Maru in einer simulierten Schlacht vor den Klingonen zu retten. Das beschädigte Schiff befindet sich in der klingonischen neutralen Zone, und jedes Schiff der Sternenflotte, das in die Zone eintritt, würde einen interstellaren Vorfall verursachen. Die getestete Kadettenmannschaft muss entscheiden, ob sie die Rettung der Besatzung versuchen und dabei ihr eigenes Schiff gefährden oder ob sie die Kobayashi Maru entgegen der entsprechenden Sternenflottendirektive ihrer sicheren Zerstörung überlassen soll. Wenn der kommandoführende Kadett sich für eine Rettung entscheidet, soll die Simulation dafür sorgen, dass das Schiff des Kadetten unter Verlust aller Besatzungsmitglieder zerstört wird.
Das Ziel des Tests ist es nicht, den Gegner zu überwältigen oder zu besiegen, sondern vielmehr, den Kadetten in eine ausweglose Situation zu zwingen und dabei zu beobachten, wie er oder sie reagiert.
Die Erfindung des Tests wird dem Drehbuchautor Jack B. Sowards zugeschrieben.

## Bücher
- Julia Ecklar: The Kobayashi Maru, Pocket Books, 1989, ISBN 0-671-65817-4

- deutsch Kobayashi Maru, Heyne Verlag, 1994, ISBN 978-3-453-07269-5

- Michael A. Martin, Andy Mangels: Star Trek: Enterprise: Kobayashi Maru, Pocket Books, 2012, ISBN 978-1-4767-2699-1

- deutsch Star Trek – Enterprise 3: Kobayashi Maru, Cross Cult, 2020, ISBN 978-3-96658-168-4